# Sum 41
Sum 41 foi uma banda de punk rock canadense, de Ajax, Ontário, formada em 1996. A banda fez grande sucesso no começo dos anos 2000 com os hits "Fat Lip", "In Too Deep" e "Still Waiting".

## História
A banda começou como uma banda cover do NOFX chamada Kaspir. Eles mudaram o nome para Sum 41 em um show em Supernova em 28 de setembro de 1996. O nome da banda é uma abreviação da expressão: 41 days of summer, ou seja, 41 dias de verão. Porque a banda foi formada no 41° dia do verão canadense. O quarteto criado em cena local com artimanhas brincalhonas e performances energéticas, logo passou a realizar shows em regiões vizinhas. Vários produtores interessaram-se pela banda. Inicialmente, assinaram um contrato com a gravadora Aquarius, no Canadá, mas optou pela Island Records, que viu no Sum 41 um forte concorrente para os americanos do Blink-182.

### All Killer No FillereDoes This Look Infected?(2001-2004)
Em 2000, é lançado o EP de Half Hour of Power, e é iniciada sua divulgação com a turnê Warped Two. All Killer No Filler, lançado em março de 2001, ganhou esse nome por ser uma provocação a artistas que conseguiam sucesso com apenas uma música, e logo depois desapareciam da mídia. Nesse período, produtores como Jerry Finnbad Fin (que trabalhou com bandas como Green Day e Blink-182) e Jose MacGrath passaram a ajudar no trabalho da banda. Fat Lip alcançou a maior audiência nas rádios, mas In Too Deep também não ficava atrás.
No Japão e na Austrália a banda se tornou uma febre, e em regiões como Europa e Estados Unidos, onde o mercado é bem concorrido, ainda conseguiram um considerável espaço. Em 2002, voltam aos estúdios para fazer a gravação do segundo álbum, chamado Does This Look Infected?. Neste álbum, mostram músicas mais pesadas, com batidas mais rápidas. Canções como Hell song - que em seu videoclipe ironiza personagens como Jesus, Marilyn Manson, Metallica e os Osbournes - fizeram a banda cumprir mais de 200 shows até o lançamento do próximo CD lançaram a música "What We're All About" que foi trilha sonora do filme "Homem Aranha".

### Chuck(2004-2006)
O ano de 2004 foi um ano muito produtivo para banda, fizeram muitas parcerias e participaram da campanha canadense War Child Canada. Em visita à República Democrática do Congo, a banda foi salva da guerra por Chuck Pelletier, um voluntário das Nações Unidas. Em sua homenagem, o novo álbum seria intitulado Chuck. Este é o único CD composto inteiramente por material inédito. Com menos de seis meses de circulação, o CD chegou a ser um disco de ouro nos Estados Unidos.
O ano de 2005 prometia à banda uma consagração mundial. A banda recebeu o prêmio de Melhor disco de Rock do Ano no Juno Awards. Em 29 de Outubro, a Island Records divulga que a banda acabara de conquistar o disco de platina duplo no Canadá, ou seja, 400 mil cópias vendidas. Em 2005, a banda  foi parar no cinema, com o filme Dirty Love.
Após a intensa turnê do CD Chuck, eles divulgam que irão ficar parados até 2007, apenas descansando, notícia recebida com apreensão pelos fãs. No mesmo ano, foi lançado um CD ao vivo gravado em um show feito no Japão, intitulado Happy Live Surprise.
Durante as férias da banda muitas coisas aconteceram. Deryck (Bizzy D) se casou com a cantora de pop rock Avril Lavigne em 2006. No mesmo ano, o guitarrista Dave Baksh (Brownsound) formou uma banda de Heavy Metal chamada Brown Brigade, e com isso decidiu deixar o Sum 41. A banda ficou bastante tempo sem comunicar a entrada de algum novo guitarrista.

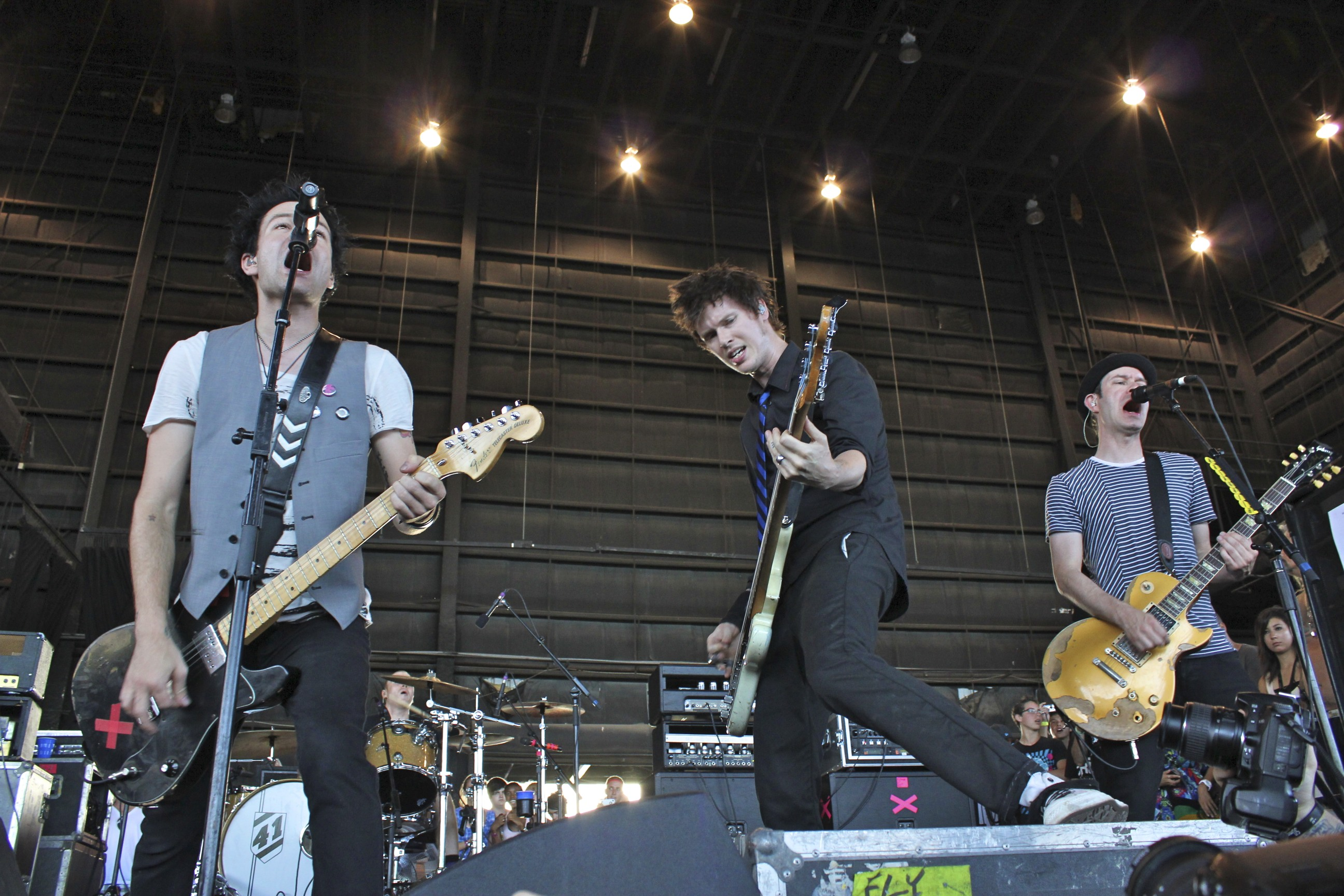
Sum 41 se apresentando no West Palm Beach Tour em 2010.

### Underclass Hero(2007-2010)
Em 2007 o Sum 41 voltou aos estúdios e lançou um novo CD de originais intitulado Underclass Hero. O lançamento ocorreu no dia 24 de Julho. Teve singles de sucesso, como "Underclass Hero", "Walking Disaster", e principalmente "With Me".
Em 2008, Deryck que estava acompanhando sua ex-esposa Avril Lavigne em diversos shows do CD The Best Damn Thing, começou a escrever novas canções para o próximo álbum da banda. Cone está gravando mais um CD de sua banda paralela, a The Operation M.D..
Em dezembro foi lançado apenas no Japão, um novo CD e DVD, intitulado The Best of Sum 41 2000-2008, que incluirá uma música inédita, chamada "Always". No início de 2009 foi lançada a versão para o resto do mundo dessa coletânea, intitulada de All The Good Shit.
Atualmente foi confirmado que Tom Thacker (Brown Tom), guitarrista que estava tocando nos shows com a banda, é membro oficial do Sum 41.
Nos dias 17 e 19 de Fevereiro,os Sum 41 deram 2 concertos em Portugal, em Lisboa no Coliseu dos Recreios e no Porto, no Hard Club.

### Screaming Bloody Murder(2009-2012)
A 29 de Março de 2011 os Sum 41 lançaram o álbum Screaming Bloody Murder com um estilo mais rock e sombrio do que os álbuns anteriores da banda. A música "Screaming Bloody Murder" foi lançada como primeiro single."Baby, You Don't Wanna Know", uma das músicas que tiveram de pagar do próprio bolso, foi o segundo single. Blood In My Eyes foi o terceiro single e indicado ao Grammy Award for Best Hard Rock/Metal Performance mas perderam para o Foo Fighters.
O álbum conta com um estilo mais sombrio e mais pesado que os anteriores.

### Saída de Jocz, volta de Baksh e 13 Voices (2013-presente)
Em 26 de Novembro de 2012, a banda revelou que vai tomar uma pausa da turnê em algum momento de 2013 para começar a trabalhar no próximo álbum.
Em 18 de Abril de 2013, Steve Jocz anunciou sua saída da banda através de sua página oficial no Facebook.
Em 3 de Junho de 2013, a banda revelou que eles estavam indo de volta para o estúdio para trabalhar em seu novo álbum.
Em 4 de Janeiro de 2015, a banda anunciou em seu site oficial que o novo álbum ja esta gravado e pronto para chegar aos fãs.
Em Agosto de 2015 o guitarrista Dave Baksh anunciou no Facebook que tinha voltado para a banda.
Pouco depois foi anunciada a entrada de Frank Zummo na bateria, através de um vídeo no site Pledgemusic.com
Em 6 de Junho foi anunciado o nome, capa e tracklist do novo álbum, 13 Voices, através da sua página do Facebook.
O álbum 13 Voices foi lançado no dia 7 de outubro, coincidentemente no mesmo dia que o álbum Revolution Radio da banda Green Day
Em 2017 fez um elogiado show no Rock am Ring.
Fim Da Banda
Em 2025 a banda anunciou o encerramento das suas atividades, realizando seu último show em Toronto no dia 31 de janeiro.

## Integrantes

### Membros
- Deryck "Bizzy D" Whibley - vocal principal (1998-25), guitarra (1996-25), teclado (2004-25), vocal de apoio (1996-1998)
- Dave "Brownsound" Baksh - guitarra, vocal de apoio (1997-2006; 2015-25)
- Jason "Cone" McCaslin - baixo, vocal de apoio (1998-25)
- Tom "Brown Tom" Thacker- guitarra, teclado, vocal de apoio (2009-25, membro de tour: 2006-2009)
- Frank Zummo – bateria, percussão (2015-25)

### Ex-membros
- Marc Costanzo - guitarra (1996-1997), vocal de apoio (1996-1997), vocal principal (1996-1997)
- Mark McAdam - guitarra (1996), baixo (1996, 1997), vocal principal (1996), vocal de apoio (1997)
- Grant McVittie - baixo, vocal de apoio (1996, 1997)
- Jon Marshall - vocal principal, guitarra (1997-1998)
- Mark Spicoluk "London" - baixo, vocal de apoio (1997-1998)
- Richard Roy "Twitch" - baixo, vocal de apoio (1998)
- Steve Jocz "Stevo 32" - bateria, percussão, vocal de apoio (1996-2013)

### Membros de turnê
- Tommy Lee - bateria, percussão (2001-2003)
- Matt Whibley - teclado (2011)
- Darrin Pfeiffer - bateria, percussão (2015)

## Discografia
- Half Hour of Power (2000)
- All Killer No Filler (2001)
- Does This Look Infected? (2002)
- Chuck (2004)
- Happy Live Surprise (2005)
- Go Chuck Yourself (2006)
- Underclass Hero (2007)
- Screaming Bloody Murder (2011)
- 13 Voices (2016)
- Order In Decline (2019)
- Heaven :x: Hell (2024)